# تونو، ایواته
تونو در استان ایواته در کشور ژاپن  واقع شده‌است  که دارای جمعیت ۳۰٬۵۸۷ نفر و مساحت ۸۲۵٫۶۲ کیلومتر مربع با تراکم جمعیت ۳۷٫۰  نفر در کیلومترمربع است و در تاریخ ۱ اکتبر ۲۰۰۵ به عنوان شهر شناخته شد.